# الا (کالیفرنیا)
الا، کالیفرنیا (به انگلیسی: Alla, California) یک محدوده ثبت‌نشده در ایالات متحده آمریکا است که در شهرستان لس آنجلس ایالت کالیفرنیا واقع شده‌است.

## خصوصیات
الا ۵ متر بالاتر از سطح دریا واقع شده‌است.